# پر فلی
پر فلی (دانمارکی: Per Fly؛ ‏ ۱۴ ژانویهٔ ۱۹۶۰) کارگردان فیلم اهل دانمارک است.
از فیلم‌ها یا برنامه‌های تلویزیونی که وی در آن نقش داشته‌است، می‌توان به زنی که رؤیای مردی را داشت، ارث، قتل شبه‌عمد و نیمکت اشاره کرد.
وی همچنین برندهٔ جوایزی همچون نشان دنبرو شده‌است.